# Vízvár
Vízvár (kroatisch Izvar) ist eine ungarische Gemeinde im Kreis Barcs im Komitat Somogy.

## Geografische Lage
Vízvár liegt unmittelbar an der Grenze zu Kroatien am linken Ufer des Flusses Drau. Nachbargemeinden sind Heresznye und Bélavár.

## Gemeindepartnerschaften
- Dobeni, Rumänien
- Ferdinandovac, Kroatien

## Sehenswürdigkeiten
- Historische Feuerwehrkutsche (Tűzoltókocsi)
- Römisch-katholische Kirche Nepomuki Szent János
- Standbild des Heiligen Stefan (Szent István szobor)
- Waldpark mit alten Eichen (Öregtölgyes parkerdő)

## Flora und Fauna
Die Umgebung der Gemeinde ist reich an zum Teil seltenen Pflanzen und Tieren. So wachsen dort Fieberklee, Königsfarn und die Röhricht-Brennnessel. An Tieren lassen sich Flussregenpfeifer, Östlicher Schillerfalter, Seeadler, Schwarzstorch und Zwergseeschwalbe beobachten. In den umliegenden Gewässern finden sich an Fischen Frauennerfling, Groppe, Schwarzbarsch, Steingreßling und Zingel.

## Verkehr
Durch Vízvár verläuft die Landstraße Nr. 6801. Der am nördlichen Rand der Gemeinde liegende Bahnhof ist angebunden an die Eisenbahnstrecke von Pécs nach Gyékényes.

## Bilder

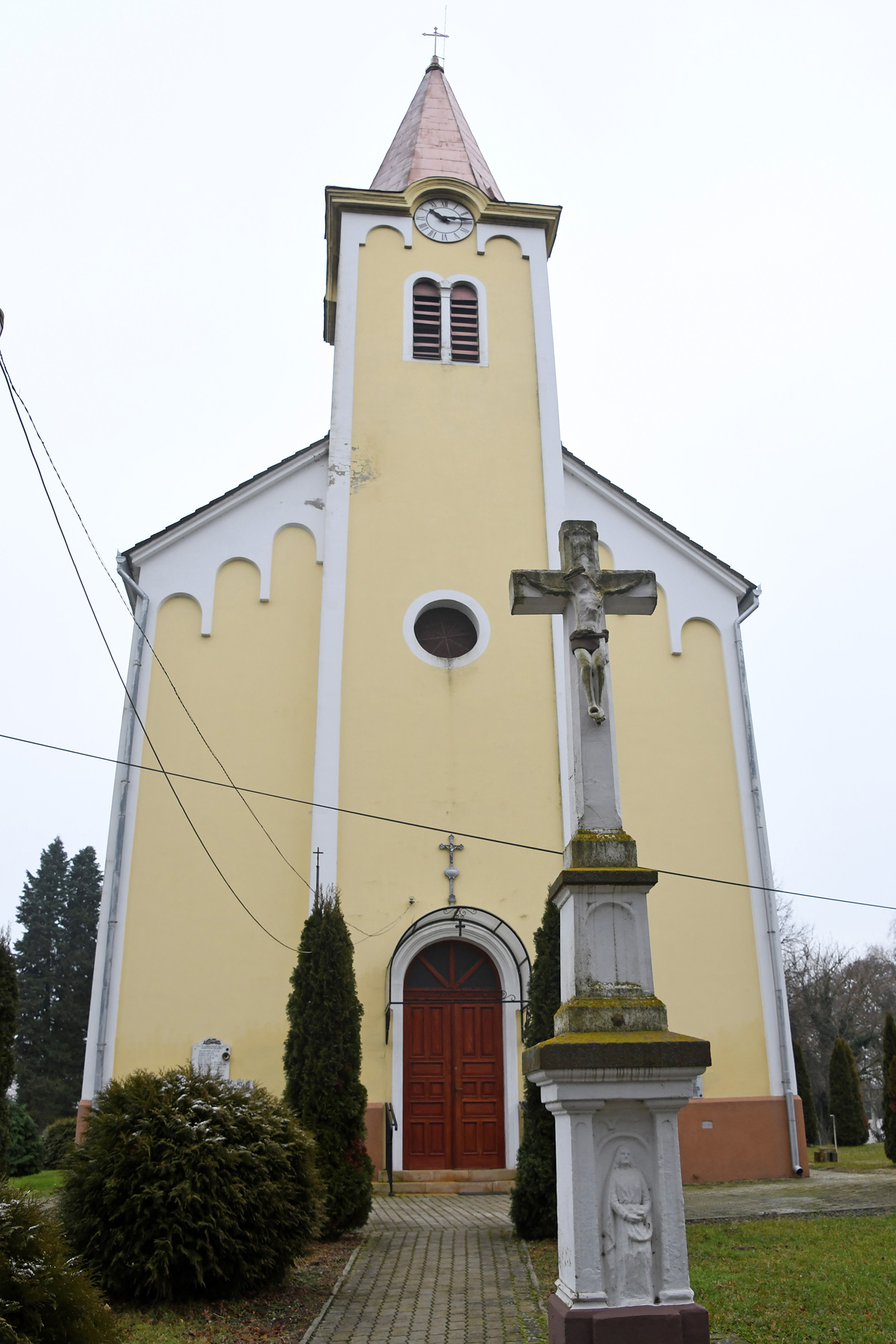
Röm.-kath. Kirche Nepomuki Szent János
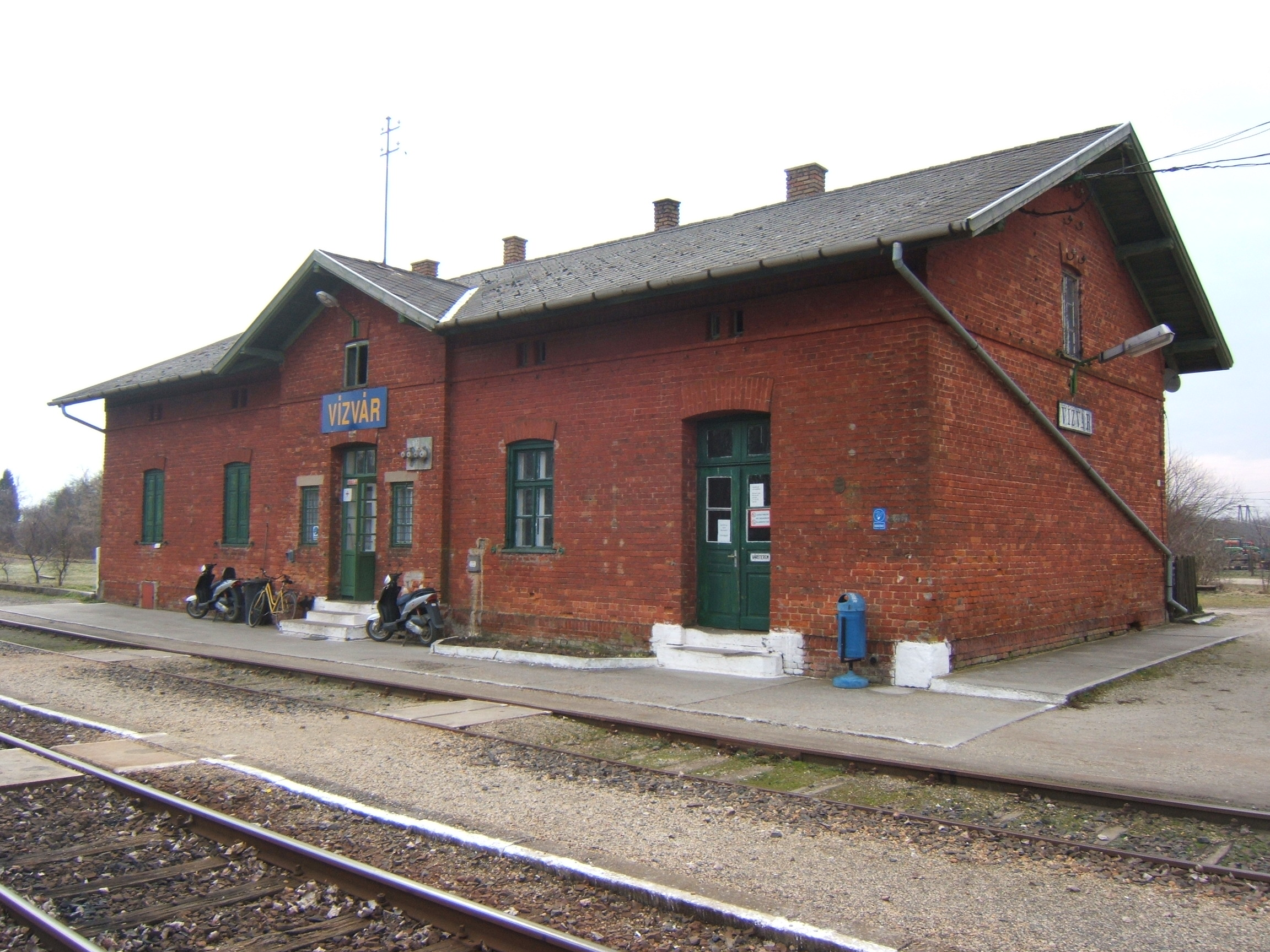
Bahnhof in Vízvár
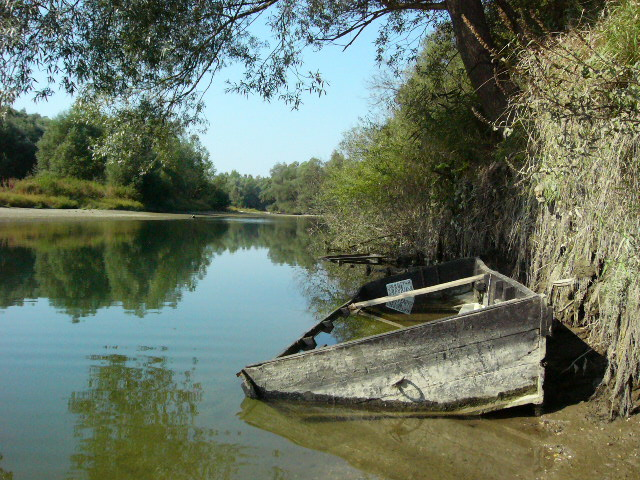
Die Drau bei Vízvár